# Giovanni Serafino Bona
Giovanni Serafino Bona (in croato Ivan Bunić Vučić; Ragusa di Dalmazia, 1591 o 1592 – Ragusa di Dalmazia, 6 marzo 1658) è stato uno scrittore dalmata, cittadino della Repubblica di Ragusa.

## Biografia
Giovanni Serafino Bona nacque in una famiglia numerosa, con tre fratelli e 4 sorelle. Compì gli studi superiori a Ragusa. Tra il 1609 e il 1612 rimase orfano di entrambi i genitori e fu costretto a fare da fratello maggiore della famiglia rimastagli.
Nel 1615 divenne avvocato statale esercitando la professione per alcuni anni. Si sposò nel 1624 con una ricca ereditiera ragusea.
In qualità di nobile svolse funzioni statali e per 5 volte fu eletto rettore della Repubblica (nel 1642, nel 1645, nel 1648, nel 1651, e nel 1657). Ebbe due figli e sette figlie.

## Poesia
Nel suo lavoro si distingue con il canzoniere "Plandovanja", scritto nel dialetto štokavo di Ragusa. Questo canzoniere era una raccolta di poesie liriche principalmente amorose, tra le più famose dell'intera letteratura serbo-croata.
Bona prende a prestito spunti di Petrarca, e molti altri in quanto l'originalità di una categoria di espressione letteraria in epoca barocca semplicemente non esiste.
Bona inoltre segue la tradizione poetica ragusea anche se in questo si notano molti marcatori petrarcheschi.
Nell'opera "Plandovanja" ha dato nuovo vigore all'estetica, staccandosi dalle fonti principali del suo tempo; e ha dato voce a nuove visioni letterarie fino a quel momento mai espresse.
Bona dà un contributo manierista alla lirica. Diviene precursore del Rinascimento; caratterizzandosi per la brevità, facilità ad usare l'ottonario, musicalità e simmetria. In "Planodovanja" si nota un tono sensuale-idilliaco, metaforico. Plandovanja è una delle cinque ecloghe pastorali dal titolo "Razgovori pastirski" (Discorsi Pastorali). 
Variando dai modelli di Teocrito e Virgilio, l'autore ha scritto in maniera molto più elegante dei suoi precursori. L'ecloga "Gorštak" è scritta come un poema sotto forma di monologo con elementi di parodia.
A differenza di "Plandovanja", in cui si notano elementi barocchi, e dove tra le altre cose, vi è una fuga dall'oppressione dell'istituzionalismo cattolico, Mandaljena pokornica, "Nadgrobnice" e "Pjesme duhovne" sono poemi caratterizzati dal fervore religioso dell'epoca barocca.
Il poema religioso "Mandaljena pokornica" si compone di un testo unico se si esclude la lettera a Giovanni Gondola stampata e pubblicata da Arijadne (Ancona, 1633) che Bona ha pubblicato inizialmente tre anni prima (Ancona, 1630). Le caratteristiche tematiche e strutturali di "Mandaljena pokornica" sono analoghe all'opera di Gondola "Suza sina razmetnoga".